# Speciale Calciomercato (Sportitalia)
Speciale Calciomercato è una trasmissione in onda su Sportitalia condotta da Michele Criscitiello.
Il programma tratta le vicende del calciomercato sia nella sessione estiva che in quella invernale e va in onda alle ore 23.00 dal lunedì al venerdì. La trasmissione è preceduta dalla rubrica Aspettando il Calciomercato, in onda alle 21.00 e alle 23.00. Ospite fisso è il giornalista, esperto di calciomercato, Alfredo Pedullà. La sigla del programma, che è seguito da Lo sai che? con gli stessi Michele Criscitiello e Alfredo Pedullà, è Le donne e il calcio, scritta ed interpretata da Rayden.
Oltre agli ospiti, in studio sono presenti Gianluigi Longari, Alice Brivio e Michela Russo incaricate di chiamare dalle loro postazioni gli uomini-mercato per informarsi sulle trattative. Altri giornalisti sono stabilmente inviati presso le sedi principali del calciomercato per monitorare continuamente i movimenti di mercato, quali l'Hotel Hilton o l'ATA Hotel Executive di Milano.
A seguito della chiusura dei canali Sportitalia la trasmissione era stata soppressa e sostituita dalla nuova Football Clan, condotta sempre da Criscitiello e Pedullà su Sport LT 1; dopo la riapertura di Sportitalia sul canale 153 del digitale terrestre Speciale Calciomercato ha ripreso la normale programmazione dal 2 giugno 2014.

## Elenco Conduttori e Desk
- Michele Criscitiello con la partecipazione di Alfredo Pedullà e Eleonora Boi, Gianluigi Longari e Romina Minadeo (giugno - agosto 2014)
- Michele Criscitiello con la partecipazione di Alfredo Pedullà e Michela Persico, Gianluigi Longari e Amanda Brambini (gennaio 2015)
- Michele Criscitiello con la partecipazione di Alfredo Pedullà e Romina Minadeo, Gianluigi Longari e Valentina Guidi (giugno - agosto 2015)
- Michele Criscitiello con la partecipazione di Alfredo Pedullà e Elisabetta Galimi, Gianluigi Longari e Michela Russo (gennaio 2016)
- Michele Criscitiello con la partecipazione di Alfredo Pedullà e Elisabetta Galimi, Gianluigi Longari e Michela Russo (giugno - agosto 2016)
- Michele Criscitiello con la partecipazione di Alfredo Pedullà e Michela Russo, Gianluigi Longari e Alice Brivio (gennaio 2017)
- Michele Criscitiello con la partecipazione di Alfredo Pedullà e Michela Russo, Gianluigi Longari, Alice Brivio e Gloria Bianchi (giugno - agosto 2017)
- Michele Criscitiello con la partecipazione di Alfredo Pedullà e Michela Russo, Gianluigi Longari, Alice Brivio e Gloria Bianchi (gennaio 2018) (?)
- Michele Criscitiello con la partecipazione di Alfredo Pedullà e Chiara Aleati, Gianluigi Longari, Ines Trocchia e Jori Delli (giugno - agosto 2018)